# Тукер, Роландо
Роландо Самуэль Тукер Леон (исп. Rolando Samuel Tucker León; род. 31 декабря 1971, Гавана) — кубинский фехтовальщик-рапирист, призёр Олимпийских игр, чемпион мира.

## Карьера
На международных соревнованиях Роландо Тукер начал выступать в 1990 году. Уже через год он в составе команды кубинских рапиристов завоевал титул чемпиона мира в командном первенстве.
В 1994 году на мировом первенстве в Афинах Тукер стал лучшим рапиристом уже в индивидуальном первенстве, победив в финале будущего олимпийского чемпиона Алессандро Пуччини. В 1995 году кубинские рапиристы вновь стали сильнейшими в командном первенстве рапиристов.
На Олимпиаде 1996 года Роландо Тукер был знаменосцем сборной на церемонии открытия, а в рамках соревнований дошёл до четвертьфинала личного первенства, где со счётом 15-12 уступил немецкому рапиристу Вольфгангу Винанду. В командном турнире кубинцы были близки к выходу в финал, но в полуфинальной схватке проиграли один удар россиянам. В матче за бронзу кубинцы разгромили сборную Австрии со счётом 45-28 и стали бронзовыми призёрами Олимпиады.
В Сиднее Тукер проиграл в личном первенстве в третьем раунде, уступив французу Феррари, а в командном первенстве кубинцы последовательно уступили французам и немцам и выиграли у сборной России только в матче за 7—8 места.